# 서유기: 모험의 시작
서유기: 모험의 시작(西遊)은 2013년에 개봉한 중화인민공화국의 영화이다. 주성치와 곽자건이 감독하고, 서기 등이 출연하였다.

## 출연

### 주연
- 서기
- 원장
- 황보

### 조연
- 나지상
- 주수나
- 진병강
- 석행우
- 이상정
- 조지릉
- 황추생
- 당예흔

## 기타
- 공동제작: 왕중레이
- 협력프로듀서: 앨리스 초우 Alice Chow
- 미술: 여가안
- 의상: 이벽군
- 시각효과부문: 김혜인